# زیوه (ملکاری شرقی)
زیوه، روستایی در دهستان ملکاری شرقی بخش زاب شهرستان میرآباد در استان آذربایجان غربی ایران است.

## جمعیت
بر پایه سرشماری عمومی نفوس و مسکن در سال ۱۳۹۵، جمعیت این روستا برابر با ۶۵ نفر (۱۶ خانوار) بوده‌است.